# I primi del mondo
I primi del mondo è un saggio economico-sociale del 1996 scritto da Charles Poor Kindleberger, edito in Italia da Donzelli Editore.

## Contenuti
L'opera tratta il tema dell'ascesa e del declino dell'egemonia economica delle grandi potenze mondiali dal XV secolo con le città-stato italiane (Venezia, Firenze, Genova, Milano) fino al XX secolo con il Giappone, passando rispettivamente per Portogallo, Spagna, Belgio, Paesi Bassi, Gran Bretagna, Francia, Germania e Stati Uniti. Kindleberger semplifica il percorso di tutti i paesi (tranne poche eccezioni) verso la conquista della leadership mondiale modellandolo intorno alla cosiddetta curva a S (curva logistica o di "Gomperts") prevedendo una fase di nascita, crescita, sviluppo massimo (apogeo) e inesorabile declino, il quale permette il nascere di una nuova successiva potenza egemonica.

## Edizioni
- Charles P. Kindleberger, I primi del mondo: l'egemonia economica dalla Venezia del Quattrocento al Giappone di oggi, Donzelli, 1997, ISBN 88-7989-314-9.